# Wolf's Rain
Wolf's Rain (japonsky ウルフズレイン, Urufuzu Rein) je japonský animovaný seriál, který v roce 2003 vytvořilo studio Bones podle scénáře Keiko Nobumoto. K seriálu byla později vytvořena dvoudílná manga, která vycházela v letech 2003 až 2004 v časopisu Gekkan Magazine Z nakladatelství Kódanša, a čtyřdílná OVA, vydávaná postupně v roce 2004.